# Euryparyphes septentrionalis
Euryparyphes septentrionalis är en insektsart som beskrevs av Werner 1931. Euryparyphes septentrionalis ingår i släktet Euryparyphes och familjen Pamphagidae. Inga underarter finns listade i Catalogue of Life.